# Ich will doch nur, daß ihr mich liebt
Ich will doch nur, daß ihr mich liebt ist ein deutscher Fernsehfilm des Regisseurs Rainer Werner Fassbinder aus dem Jahr 1975. Der Film wurde in 25 Tagen im November und Dezember 1975 gedreht und am 23. März 1976 in der ARD ausgestrahlt. Die Kosten beliefen sich auf rund 800.000 DM, produziert wurde er von der Bavaria Atelier GmbH, der heutigen Bavaria Film, im Auftrag des WDR.
Das Drehbuch wurde nach einem wahren Fall aus dem Buch Lebenslänglich – Protokolle aus der Haft von Klaus Antes, Christiane Ehrhardt und Heinrich Hannover (München, 1972) geschrieben.

## Inhalt
Der Film erzählt die Geschichte eines jungen Mannes, der wegen Totschlags im Affekt zu zehn Jahren Haft verurteilt worden ist. Die Psychologin Erika Runge befragt ihn zu seinem Leben und seinen Tatmotiven. Der junge Maurer Peter erlebt bei seinen reichen Gastwirt-Eltern eine lieblose Kindheit. Als es ihm nicht gelingt, durch Unterwerfung und Wohlverhalten die Zuneigung seiner Eltern zu erlangen, heiratet er überstürzt und zieht in die Großstadt, wo er die verkrampften Anstrengungen, sich die Liebe seiner Umwelt zu erkaufen, fortsetzt. Durch immer beflissenere Anpassung gerät er immer mehr in eine psychische Sackgasse. Hinzu kommen Leistungszwänge und Schuldenberge. Als er seinen Arbeitsplatz verliert, dreht er durch und erschlägt im Affekt einen Wirt, der ihn an seinen Vater erinnert.

## Kritik
- Stern, 18. März 1976 (C.-F. Theill): Moritat vom braven Mörder
- Der Tagesspiegel, 21. März 1976 (K. Wienert): Ohne Liebe aufgezogen
- FR, 25. März 1976 (W. Schütte): Bestrafte Liebe
- epd, Kirch und Rundfunk, 3. April 1976 (J. Rölz): Tote Demonstrations-Objekte